# 멤논의 거상
멤논의 거상은 이집트 룩소르에 있는 거대 조각상이다. 테베 네크로폴리스에서 가장 큰 사원인 아멘호테프 3세 장제전 앞에 있는 2개의 상이다. 기원전 1350년에 완공되었으며 고대 그리스인과 로마인, 그리고 근대 초의 여행객과 이집트학자들에게 널리 알려졌다.
각 거상에는 고대 로마 시대에 새겨진 고대 그리스어와 라틴어 문구가 총 107점 정도 남겨져 있으며, 그 연대는 서기 20년에서 250년경에 달한다. 북쪽의 거상에 새겨진 문구 대다수는 그리스의 전설 속 국왕인 멤논의 이름을 언급하고 있는데, 당대 사람들에게 이 거상은 멤논의 거상으로 받아들여졌음을 보여주는 증거로 작용하고 있으며, 오늘날의 명칭도 여기에서 유래하게 되었다.
한편 학계에서는 테베 네크로폴리스를 그리스어로 '멤노니움' (Memnonium)이라 불렀던 것과 이 석상의 명칭이 연관성이 있는지 여부에 관하여 논쟁이 있어왔다.

## 상세

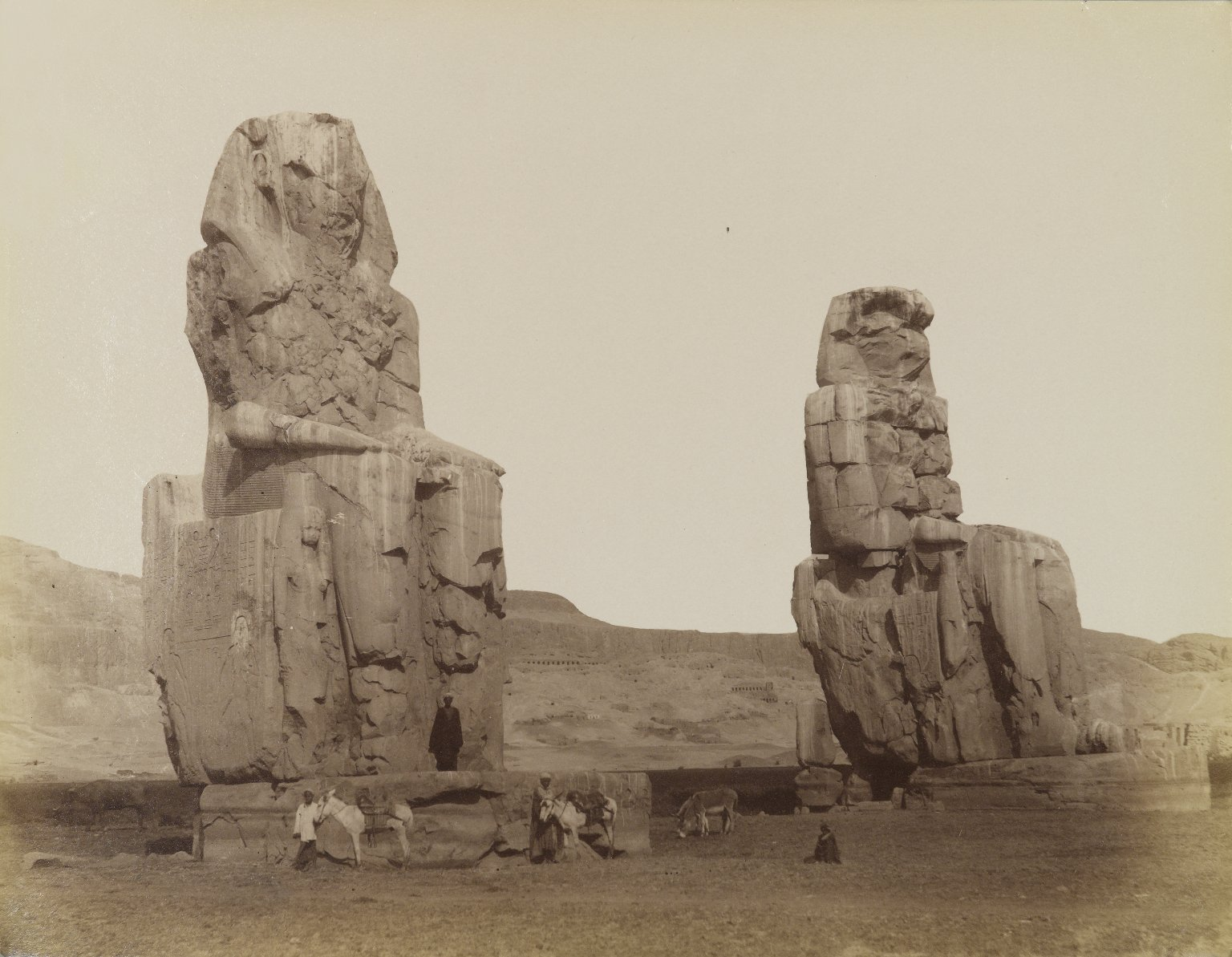
안토니오 베아토의 사진 〈멤논의 거상〉. 미국 브루클린 미술관 소장.

### 외형과 건설 목적
두 거상은 기원전 14세기 고대 이집트의 파라오였던 아멘호테프 3세가 앉아 있는 모습을 조각한 것으로 그의 손은 무릎 위에 올리고 동쪽의 나일강변을 응시하는 자세로 되어 있다. 오늘날의 측정에 따르면 실제로는 동쪽이 아니라 동남동쪽에 가깝다. 두 다리 사이의 왕좌에는 거상보다 좀 더 작은 크기의 인물상이 새겨져 있는데 이들은 아멘호테프 3세의 왕비인 티이 (Tiye)와 어머니 무템위야 (Mutemwiya)이다. 두 발목 사이의 중앙부에도 아멘호테프 3세의 왕녀가 그려져 있었으나 현재는 파괴되어 누구인지 알아볼 수 없다. 석상 옆면에는 나일강의 신 하피가 묘사되어 있다.
거상의 재료는 규암으로 오늘날 카이로 인근에 해당되는 엘가발엘아마르 (El-Gabal el-Ahmar)에서 채석하여 675km의 장거리 수송을 거쳐 테베 (현 룩소르)로 옮겨와 부재로 사용한 것이다. 첫 건설 이후 고대 로마 시대에 재건이 한차례 이루어졌는데 이 때 쓰인 석재는 아스완 북쪽 에드푸에서 가져온 것으로 분석되었다. 거상의 높이는 받침대의 높이 4m를 포함해 18m에 달하며 총 무게는 각각 720톤에 달한다. 인물상 자체의 높이는 15m에 달한다. 그 거대한 규모 덕에 15km 떨어진 곳에서도 거상의 모습을 볼 수 있다.
본래 두 거상은 아멘호테프 3세의 장제전을 지키는 문지기였다. 장제전은 아멘호테프 3세 재위기에 총면적 35만 m²의 거대한 규모로 지어졌는데, 당시 고대 이집트의 건축물로는 가장 크고 화려한 축에 속했으며 람세스 2세의 라메세움이나 람세스 3세의 메디넷 하부 등 후대 파라오들이 세운 장제전도 규모 면에서 아멘호테프 3세의 장제전을 넘어서지 못했다.
이러한 장제전과 거상의 존재는 아멘호테프 3세 본인이 생전이나 사후에도 '지상의 신'으로서 숭배되던 것에서 기인한다. 아멘호테프 3세는 석상을 통해 본인을 불멸의 존재로 형상화하는 모습을 자주 보였으며, 조각상의 표현과 비문에서 왕 중의 왕을 넘어선 존재로 묘사함으로써 본인의 관념을 뒷받침해 왔다. 아멘호테프 3세 본인에 대한 호칭 역시 '훌륭한 신'이라는 표현을 반복적으로 사용해 왔다. 고고학자 수잔 비켈 (Suzanne Bickel)은 두 석상의 규모를 이렇게 키운 것은 주변의 백성들에게 장제전에 모시는 신들과 동시에 본인을 향해서도 숭배하게끔 만드려는 수단이었다는 설을 내세우고 있다.

### 손상

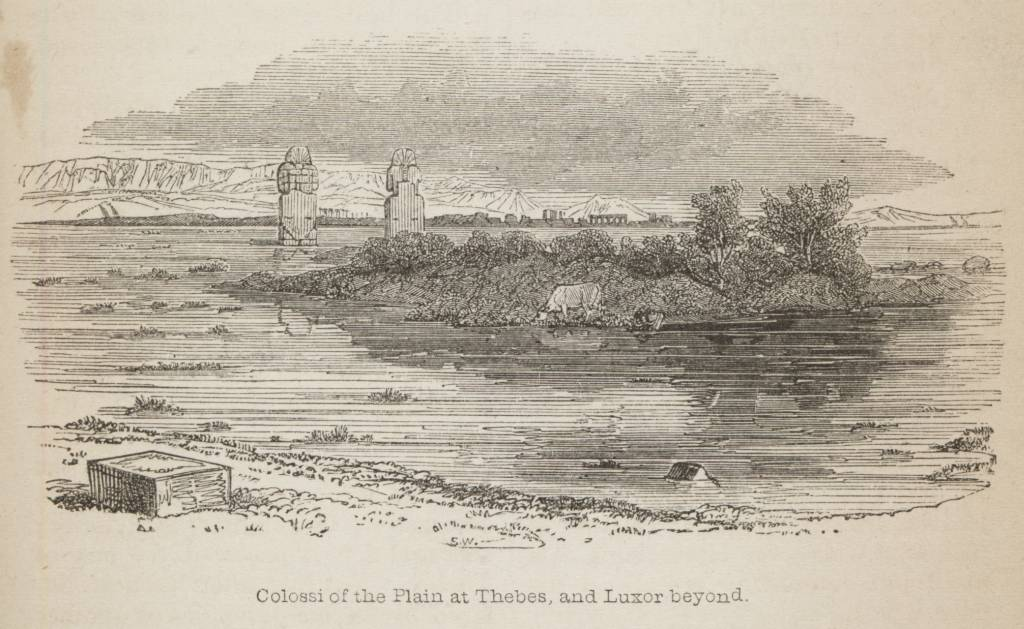
홍수가 난 시점의 거상 주변 풍경 (1847년)

두 거상 모두 상당한 손상을 입은 상태이며 허리 위로는 그 특징을 거의 알아볼 수 없는 수준이다. 남쪽의 거상은 통으로 된 거석으로 되어 있지만, 북쪽의 거상은 하반신과 허리 사이에 큰 균열이 있으며 그 위로 5단의 암석이 쌓여 있는 모습을 취하고 있다. 이 상반신의 석재는 다른 종류의 사암으로서 고대 로마 시대에 덧붙여진 것이며, 원래의 파편은 발견되지 않았다. 원래 두 거상은 동일한 모습을 취했을 것으로 추정되지만, 그 겉에 새겨진 비문이나 소형 조각을 달리했을 가능성이 있다.
아멘호테프 3세는 장제전을 세울 때 그 위치를 나일강의 범람원에 두었는데 이는 거상 앞에 있던 호수를 개발하여 뭍으로 바꾸기 위함이었다. 또한 이 호수는 저수조의 역할을 하여 홍수가 심할 때 사원이 완전히 침수되는 것을 방지하고자 했다. 아르메니아 고고학자 후리그 수루지안 (Hourig Sourouzian)은 거상 뒤편의 장제전을 둘러싼 외벽이 진흙 벽돌로 지어졌다는 점을 고려하면 아멘호테프 3세가 이곳이 완전히 침수되리라곤 생각하지 않았을 것이라고 설명한다.
그러나 오늘날 아멘호테프 3세의 장제전은 두 거상을 제외하면 그 흔적을 거의 찾아볼 수 없다. 나일강 범람원의 가장자리에 둔 입지 특성상 매년 반복되는 홍수 때문에 건물의 기단부가 침식되어갔기 때문이다. 1840년대 영국의 데이비드 로버츠가 남긴 판화를 보면 거상 주변의 땅에 물이 들어찬 상황임을 알 수 있다. 또한 후대의 통치자들이 선대의 기념물에서 석재를 일부 해체하거나 재활용했을지의 여부도 알 수 없는 상황이다.
결정적으로 장제전과 거상은 고대부터 지진을 겪으며 파괴되었다. 2010년 아르메니아 지진학연구소의 연구에서는 지진이 일어난 시점을 완공으로부터 약 150년 뒤인 기원전 1200년경으로 추정하였다. 장제전은 파편화되어 갈라진 균열 속으로 매장되었고, 입구에 있던 두 거대 석상만 온전히 서 있게 되었다. 땅속에 매장된 조각은 발굴 과정에서 고스란히 발견되어, 장제전의 구조에 대해 유추할 수 있는 단서가 되었다. 현재까지 4개의 조각상이 재설치, 8개는 다시 세워질 전망이다. 나머지 200여점의 조각상이나 파편은 룩소르 박물관에 보존되어 있으며, 일부는 전시 중이고 일부는 수장고에 남아 있다.

### 로마 시대의 명문
거상에는 고대 로마 시대에 새겨진 그리스어와 라틴어 명문이 총 107개가 새겨져 있는데 그 연대는 서기 20년에서 250년경으로 거슬러 올라간다. 이러한 명문은 근대 유럽의 방문객들로 하여금 이 거상들과 고대 그리스 로마 문학과의 연관성을 주목하게 만드는 계기로 작용했다. 특히 대다수 명문에는 후술할 '멤논'이라는 이름이 언급되고 있으며, 일부 명문에는 거상에서 흘러나오는 소리에 대해서도 적혀 있다. 가장 유명한 명문은 줄리아 발빌라가 남긴 시로, 서기 130년 11월 하드리아누스 황제와 그 황후 비비아 사비나가 주최한 연회로 이곳을 여러 차례 방문했다고 적혀 있다. 107개의 명문 가운데 61개는 그리스어로, 45개는 라틴어로 적혀 있으며 1개는 두 언어가 동시에 적혔다.
거상에 새겨진 명문에 대한 연구는 1831년 프랑스의 장앙투안 레트론이 출간한 〈이집트와 그리스의 관계에서 살펴본 멤논의 소리 나는 조각상〉(La statue vocale de Memnon considérée dans ses rapports avec l'Égypte et la Grèce)에서 처음 연구되었으며, 1848년 〈이집트의 그리스어와 라틴어 명문 목록〉(Recueil des inscriptions grecques et latines de l'Égypte) 제2권을 통해 목록화가 처음으로 이루어졌다.

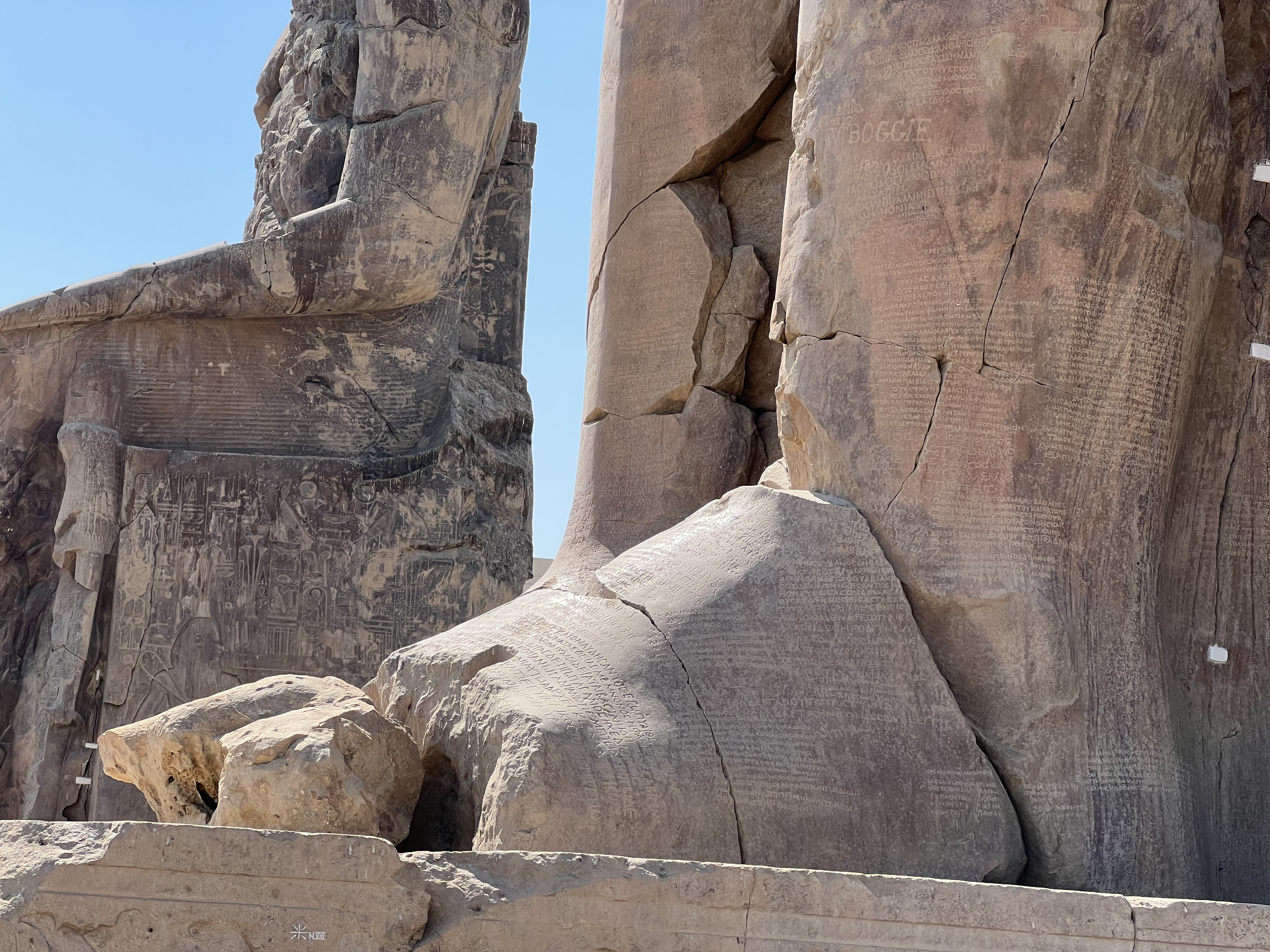
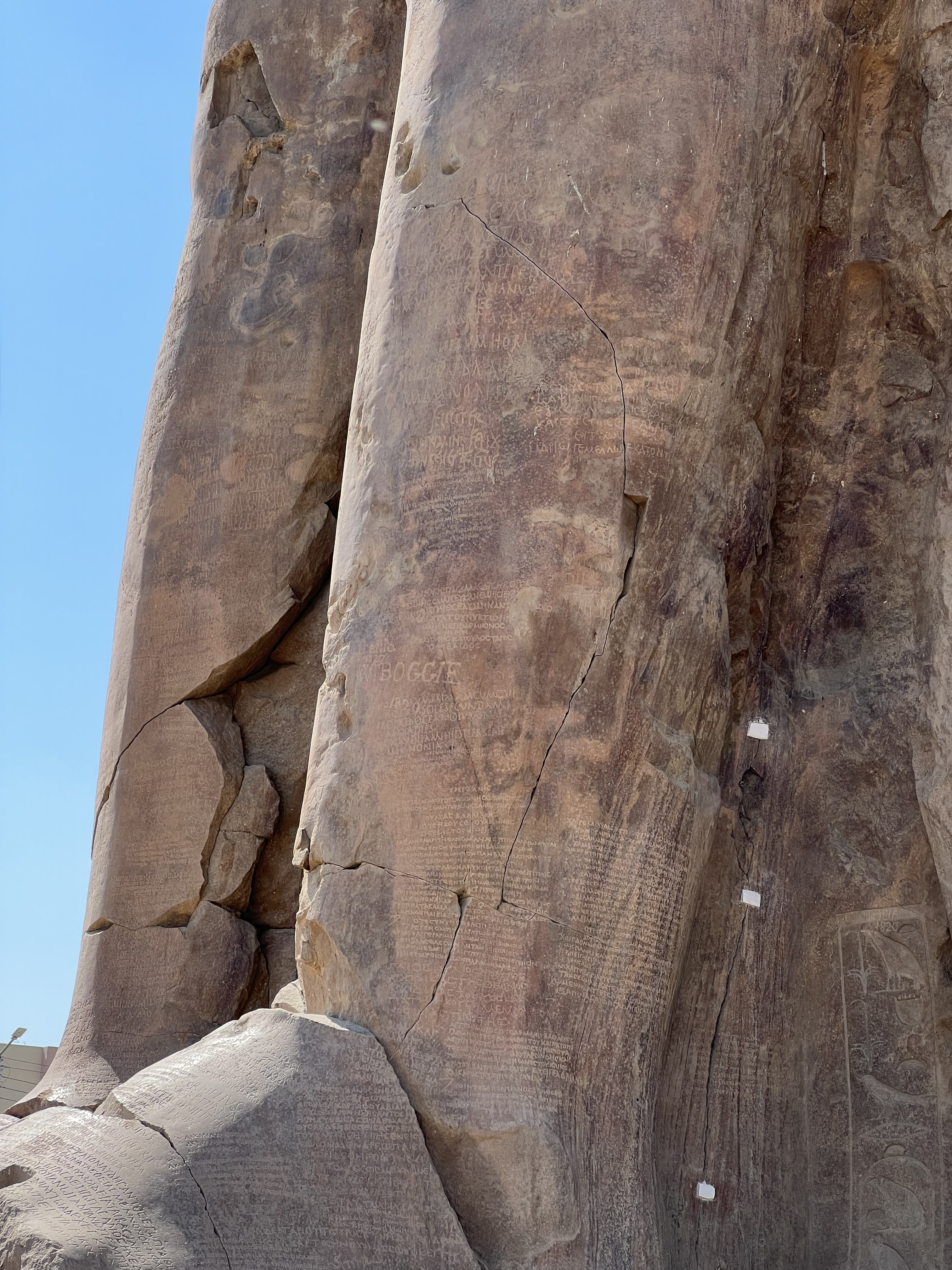
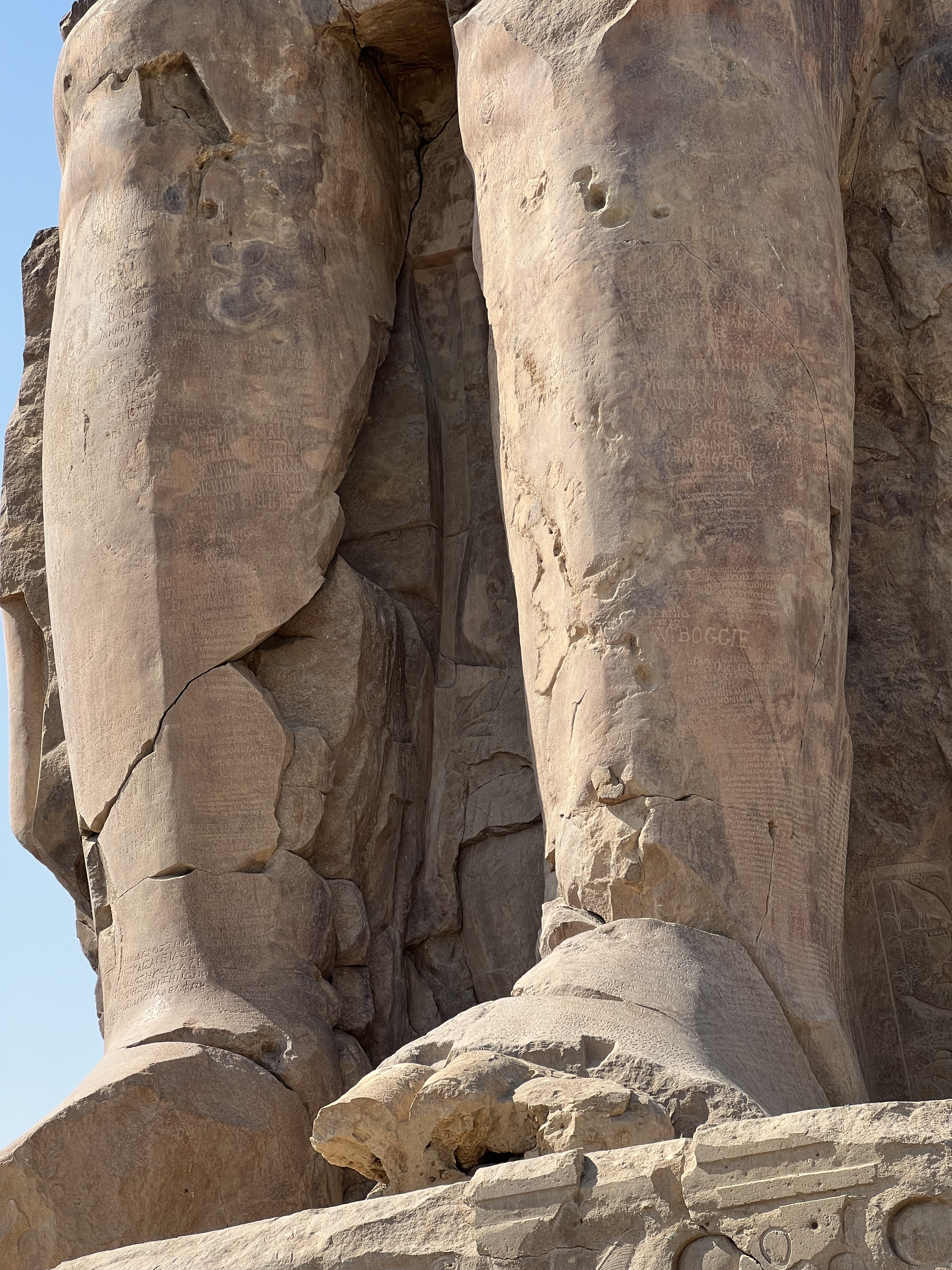
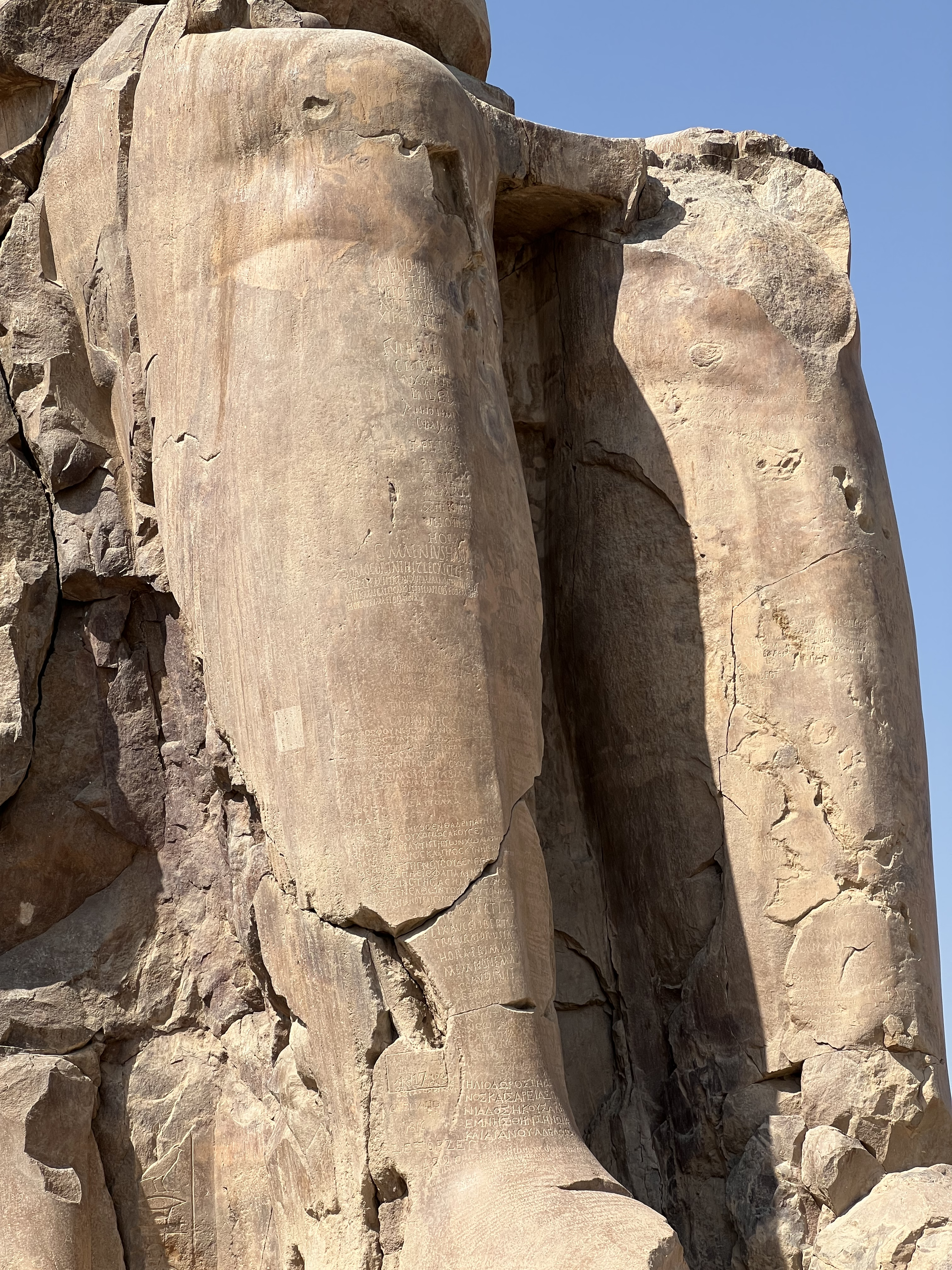
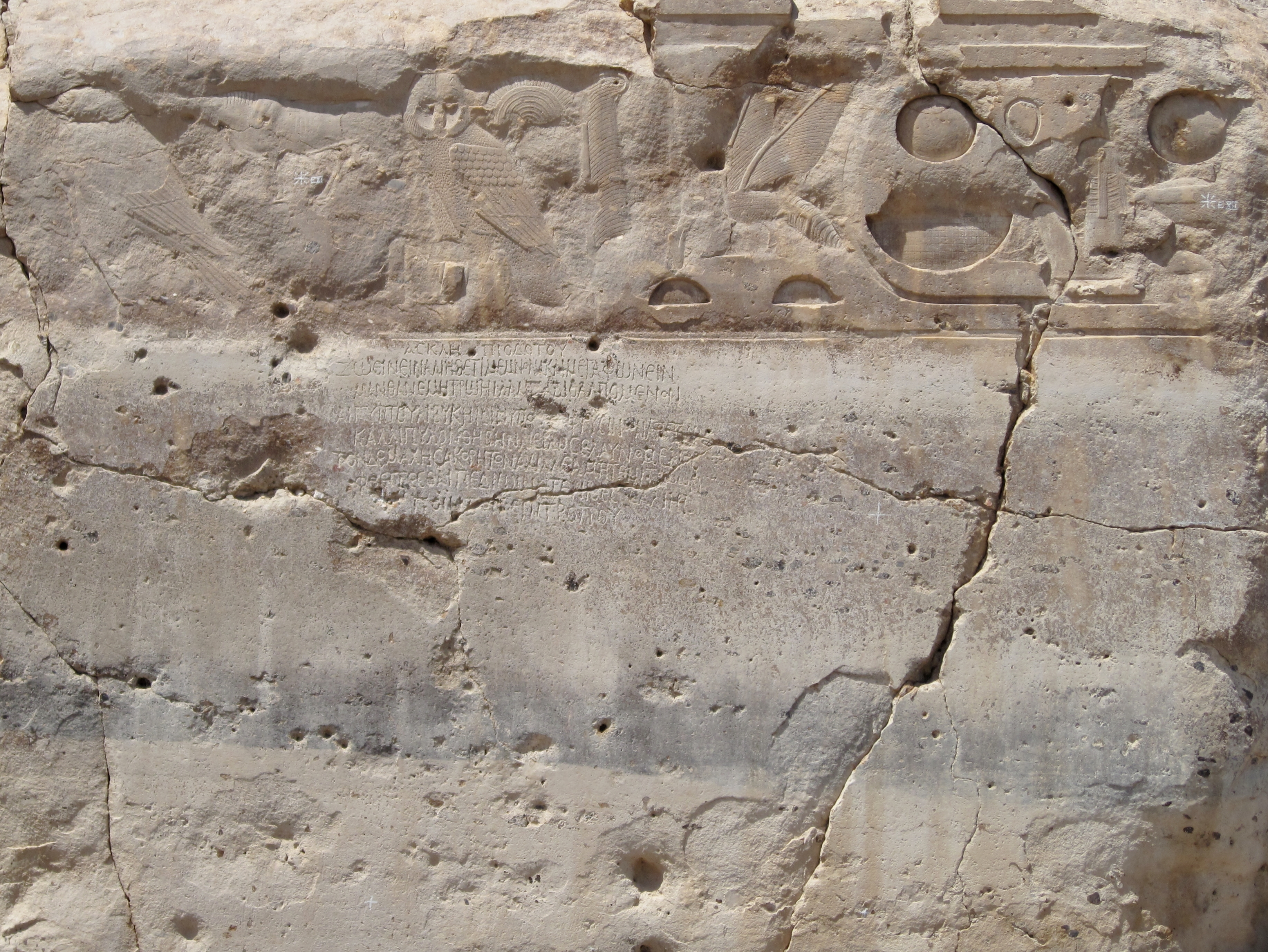
기단부의 명문
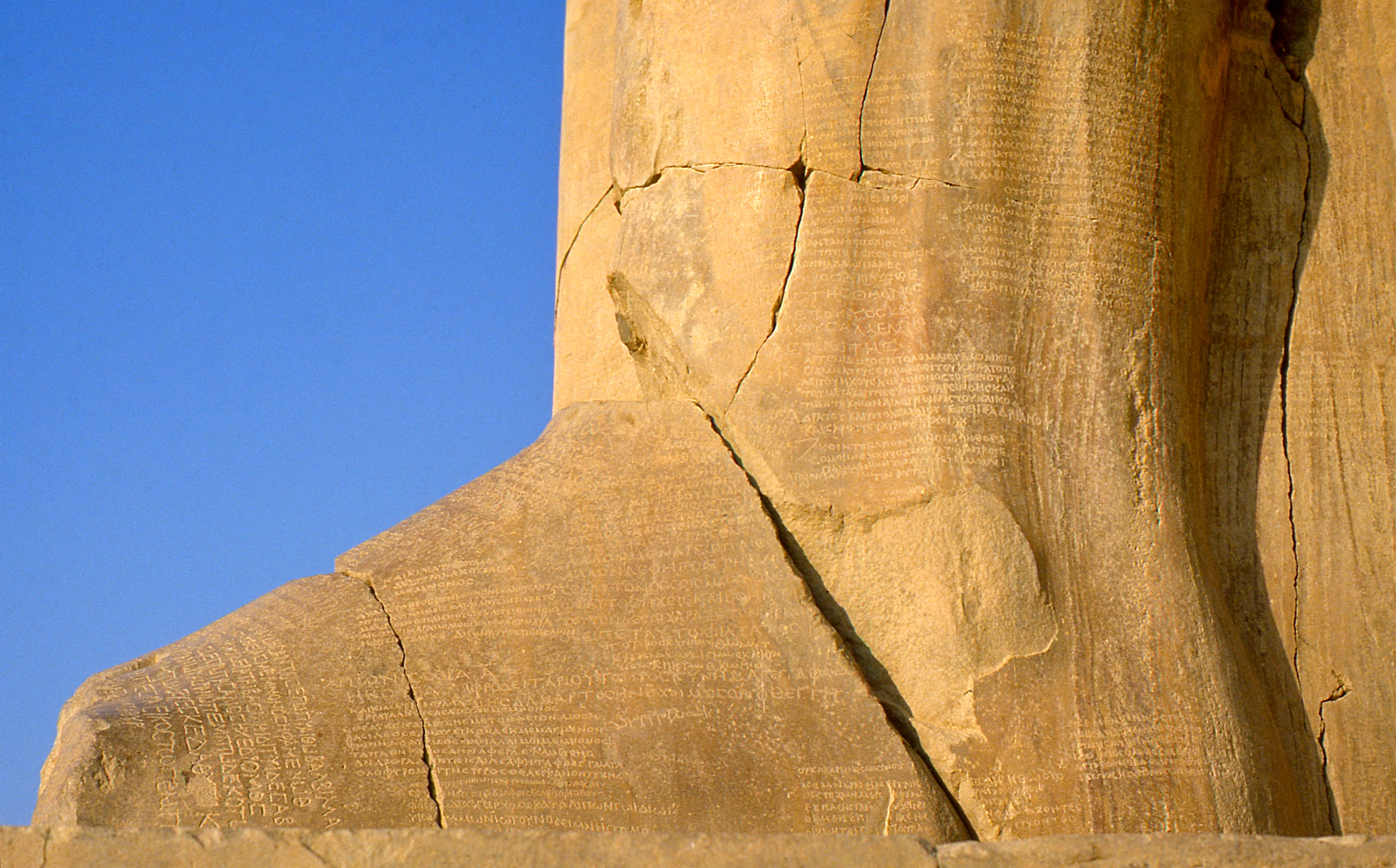
다리 부위의 명문
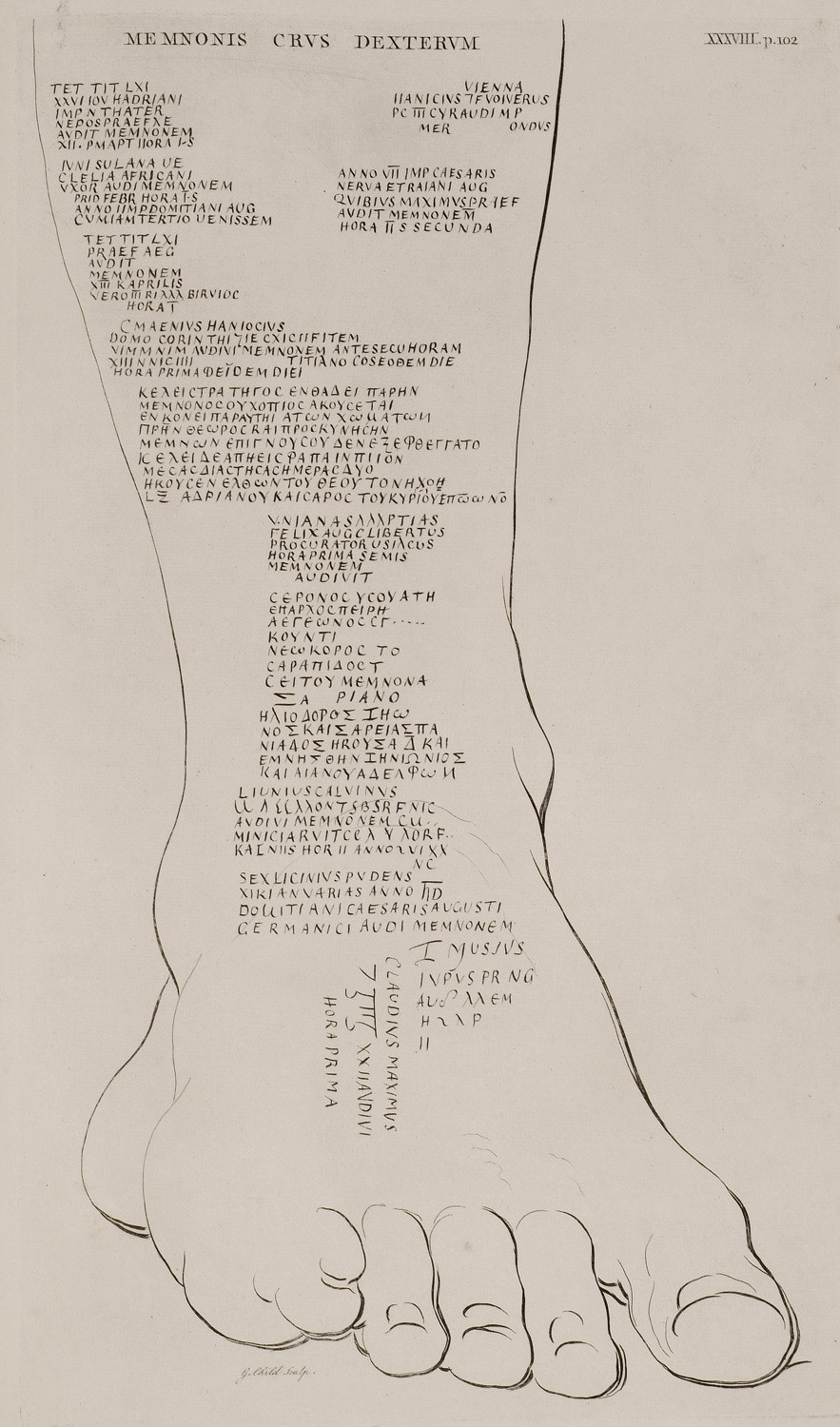
1743년 기록
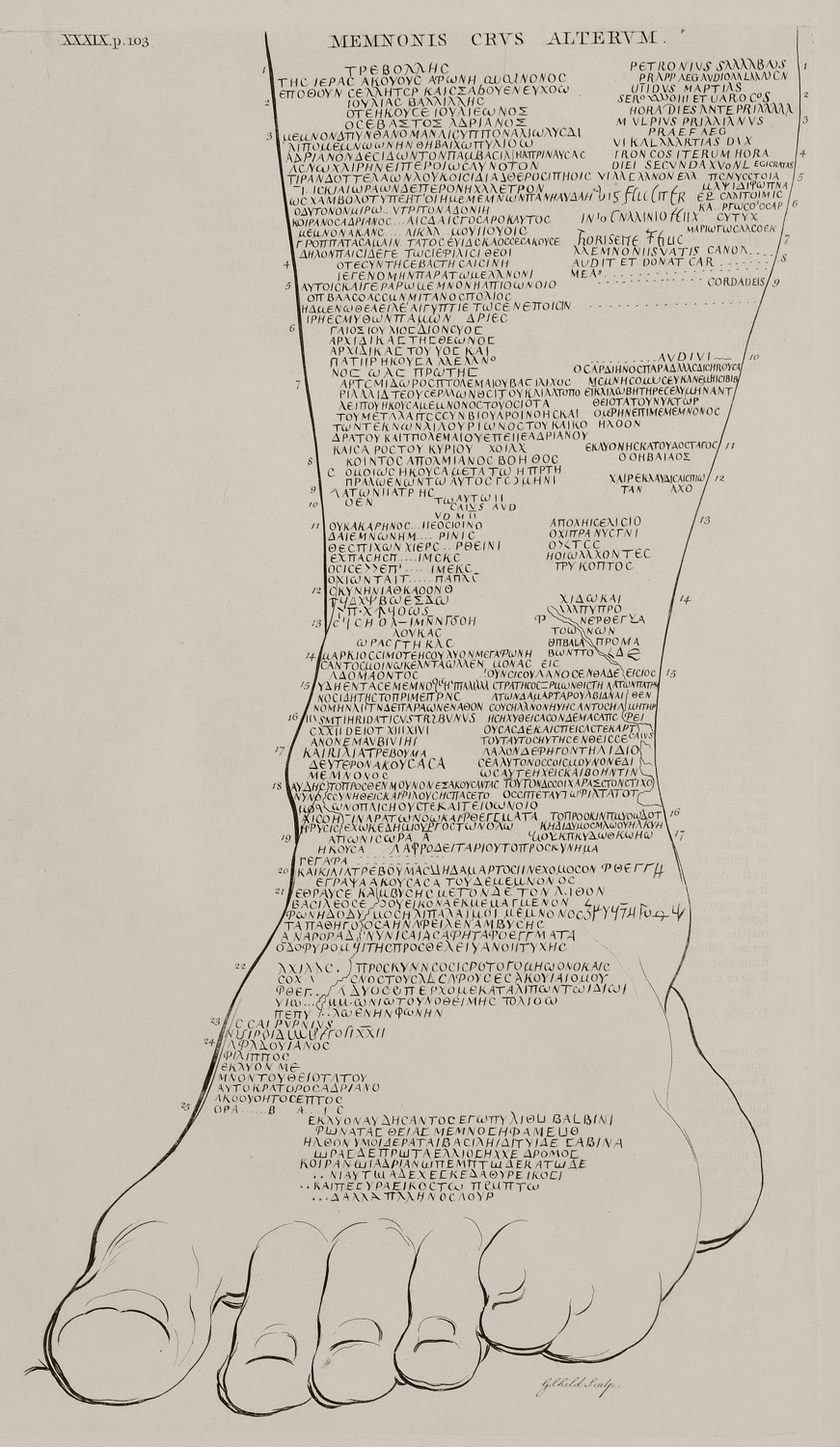
1743년 기록

## 전설

### 멤논이라는 명칭

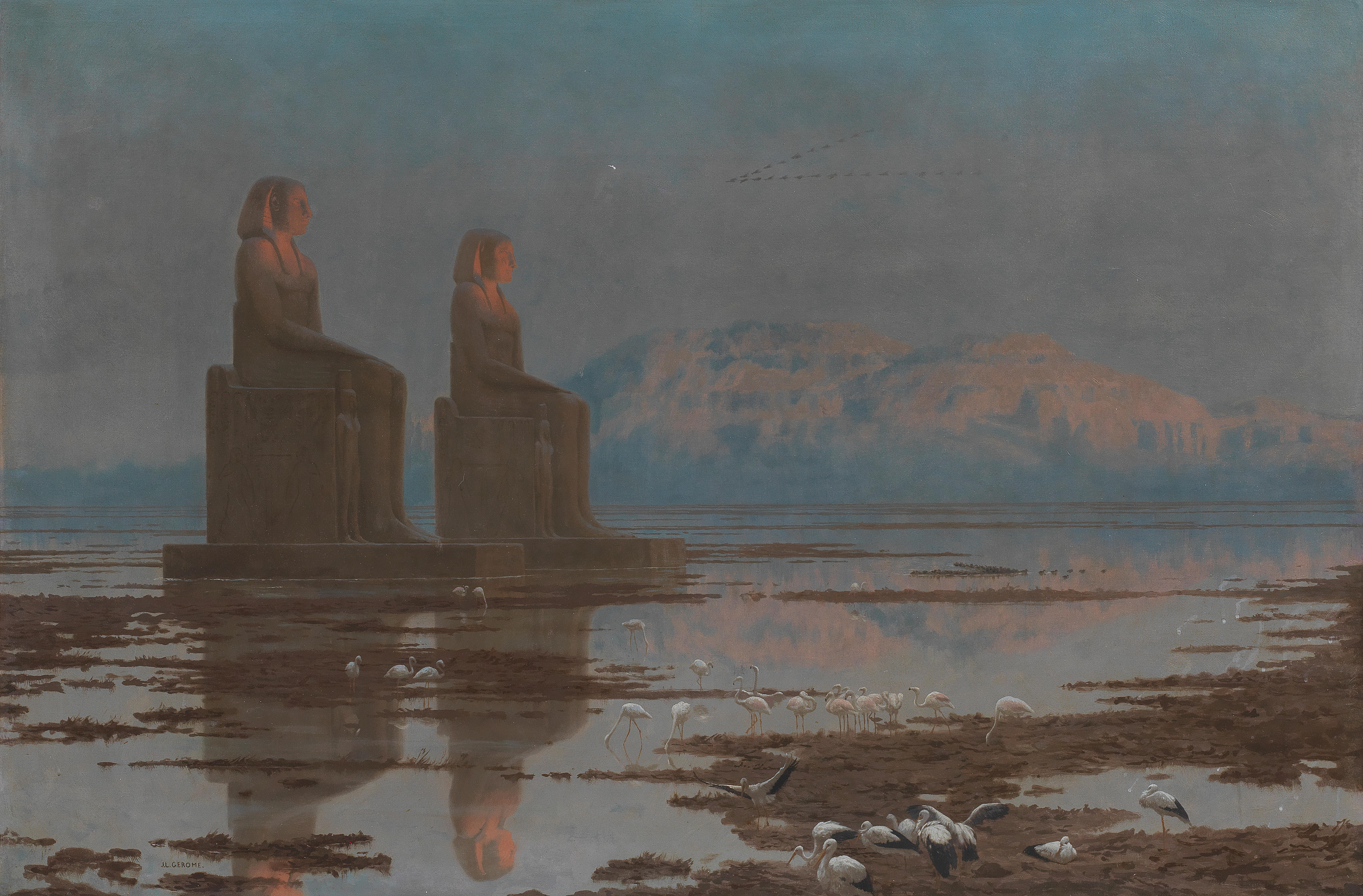
프랑스 화가 장레옹 제롬의〈범람한 나일강의 테베 평원〉에서 묘사된 멤논의 거상

오늘날 이집트 현지에서 쓰이는 아랍어 명칭은 '콤엘하탄' (Kom el-Hatan)이지만 영어권을 비롯하여 대다수 언어권에서는 '멤논의 거상' (Colossi of Memnon)으로 칭하고 있다. 멤논은 그리스 신화에서 새벽의 여신 에오스의 아들로 전해지며, 트로이 전쟁의 영웅이자 에티오피아의 왕으로 여겨졌던 전설 속의 인물이다. 멤논은 포위된 트로이시를 돕기 위해 아프리카에서 군사를 이끌고 소아시아까지 끌고 왔으나 아킬레우스에게 살해되었다고 전해진다.
멤논이 거상의 주인으로 지목된 것은 북쪽 거상에서 새벽마다 흐느끼는 소리가 들려온다는 경험담이 고대 로마 시대부터 유명해졌기 때문인데, 이것에 연유하여 테베 네크로폴리스 전체가 '멤노니움' (Memnonium)이란 이름으로 알려지기도 했다. 이는 곧 해가 지는 서쪽, 즉 아멘티의 신이었던 오시리스의 경우처럼 멤논 역시 '서안의 통치자'로 알려지는 계기가 되었다. 한편 19세기 영국의 윌리엄 드 위브레즐리 애브니는 "아랍인들은 이 조각상들을 '샤마'와 '타마'라고 불렀으며 동시에 일컬을 땐 '사나마트', 곧 우상이라 칭했다"는 기록을 남겼다.

### 거상에서 들려오는 소리
기원전 27년 큰 지진이 발생하여 북쪽 거상의 상반신이 무너지고 하반신은 갈라지는 피해를 입었다는 기록이 있다. 이후 북쪽 거상의 하반신은 어떤 소리를 내기 시작했다고 전해지는데, 그 시각도 반드시 일출 후 1~2시간 이내, 보통 새벽녘에 소리를 냈다고 한다. 소리가 나는 시기는 2월~3월에 집중되었지만 이는 관광객들이 많이 찾는 시기로 인한 영향일 뿐 실제 소음 패턴과는 무관할 가능성이 높다.
멤논의 거상이 내는 소리에 관한 문헌상 가장 오래된 기록은 그리스 역사학자이자 지리학자인 스트라본의 기록으로, 기원전 20년에 이곳을 방문하면서 그 소리를 직접 들었다고 기록하였으며 그 시점에서도 널리 알려진 사실이라고 밝혔다. 어떤 소리였는가에 관해서는 증언이 다양한데 스트라본은 '무언가를 부는 소리 같다'고 표현했고, 파우사니아스는 '리라의 줄이 끊어지는 소리'라 표현하는가 하면, 황동을 탁 치는 소리라던가 휘파람을 부는 소리였다는 기록도 존재한다. 이밖에 타키투스, 필로스트라토스, 유베날리스 등의 당대 학자들도 소리에 관한 기록을 남겼으며, 대플리니우스는 자신이 직접 겪진 않았으나 소리에 대한 증언을 수집해 기록하였다. 거상의 소리에 관한 최후의 기록은 서기 196년의 것이며, 그 이후의 증언은 신빙성이 떨어지는 것으로 여겨진다.
이른바 '소리 나는 멤논'은 그 소리를 들으면 행운을 가져다준다는 속설과 더불어 멤논 거상이 예언을 내린다는 명성까지 더해져 이집트 밖으로까지 소문이 퍼져나갔고, 로마 황제를 비롯한 수많은 방문객이 거상을 마주하기 위해 끊임없이 찾아왔다. 이에 힘입어 무너져 있던 석상의 상반신을 사암으로 복원하여 다시 세우는 공사가 로마 제정 후기에 이루어졌는데, 그 정확한 시점은 모르지만 서기 199년에 재건이 이루어졌다는 전승이 있으며, 당시 재위중이던 셉티미우스 세베루스 황제는 거상으로부터 신탁을 받아 대중의 호의를 사기 위해 복구에 나섰다고 하며, 몸소 거상을 찾았으나 소리는 듣지 못했다고 전해진다. 19세기 영국 고고학자 윌리엄 드 위브레즐리 애브니도 셉티미우스 세베루스 황제 재위기 (193년~211년)에 재건된 것으로 보았다.
오늘날 이 소리의 정체에 관해서는 자연적인 현상이라는 설과 인위적인 소음이라는 설 두 가지가 제시되고 있다. 처음으로 기록을 남긴 스트라본의 경우 자신은 현장에서 너무 멀리 떨어져 있어 그 실체를 파악할 수 없었던 것으로 보인다. 소리를 들었다는 것도 석상의 기단부에서 난 것인지, 부서진 상반신에서 나온 것인지, 아니면 "석상 주변에 서 있던 사람들"이 낸 소리인지 판단을 내리지 못했다고 썼다. 자연적인 현상으로 보는 학자들은 거상의 암석이 공극성을 띄고 있어, 새벽 시간대 암석 내부의 온도 상승과 이슬의 증발을 겪으며 소음을 냈을 가능성이 높다고 설명한다. 실제로 고대 이집트의 다른 건축물에서도 훨씬 드물지만 비슷한 소리가 났다는 증언이 전해지고 있는데, 현대에 들어와서는 카르나크 신전에서 주로 보고되고 있다. 또한 인위적인 소음이라는 설을 반박하는 주장으로서, 무너진 거상의 상층부를 복구하면서 더해진 무게 때문에 환경적인 요인이 바뀌어 소리가 멈춘 것이라는 설명도 존재한다.
북쪽 조각상이 의문의 소리와 관련한 이야기로 너무 유명해진 나머지, 다른 한 축을 차지하는 남쪽 조각상에 대해서는 옛 문헌과 작품 속의 등장에서 소외되는 경우가 많았다. 결적으로 거상의 신비로움에 이끌린 고대 로마의 방문객들은 거상 겉표면에 명문을 새겨, 자신들이 느낀 열망과 매혹을 후세에 남기게 되었다.

## 사진

### 오늘날의 사진

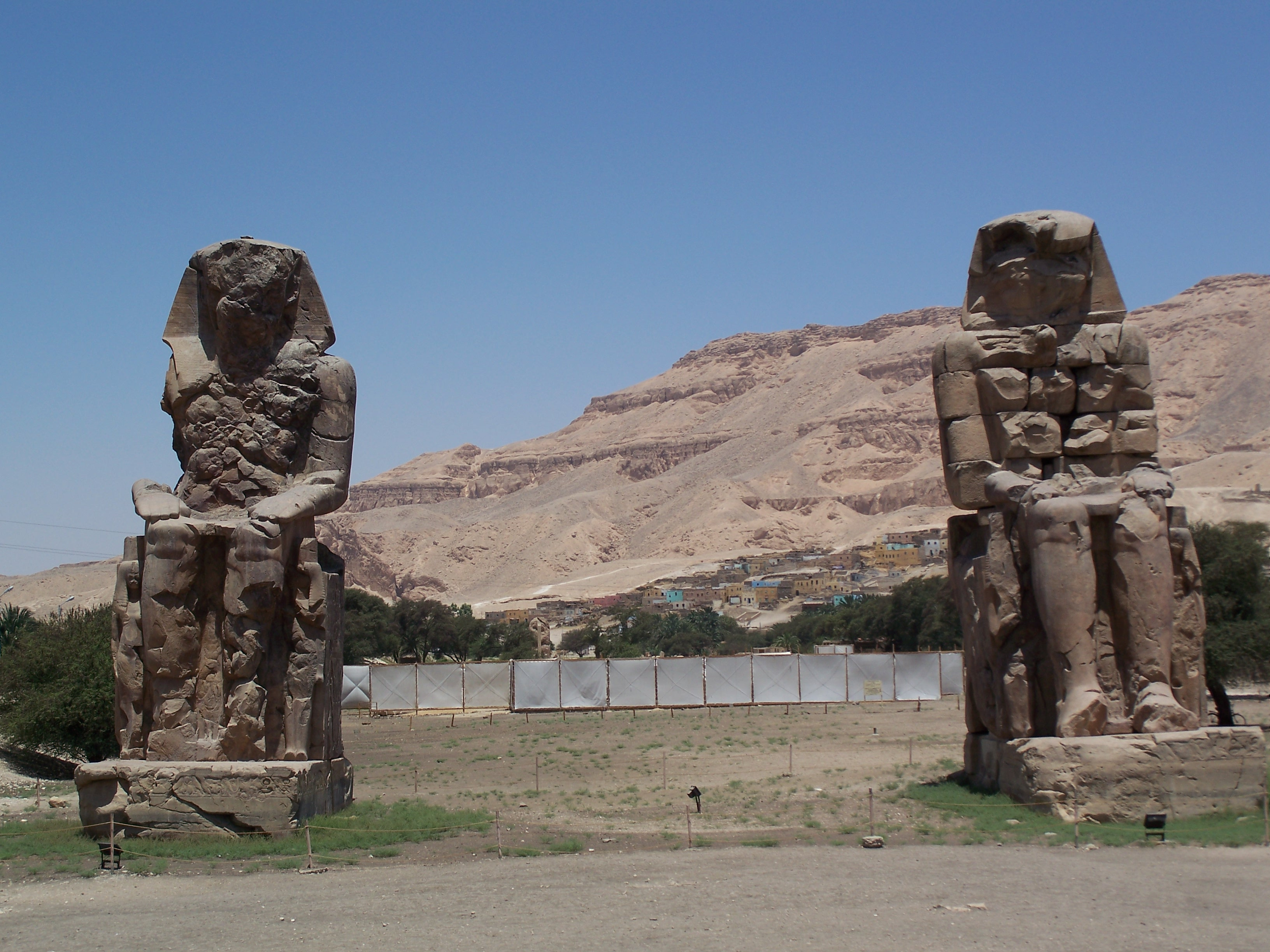
멤논의 거상 정면
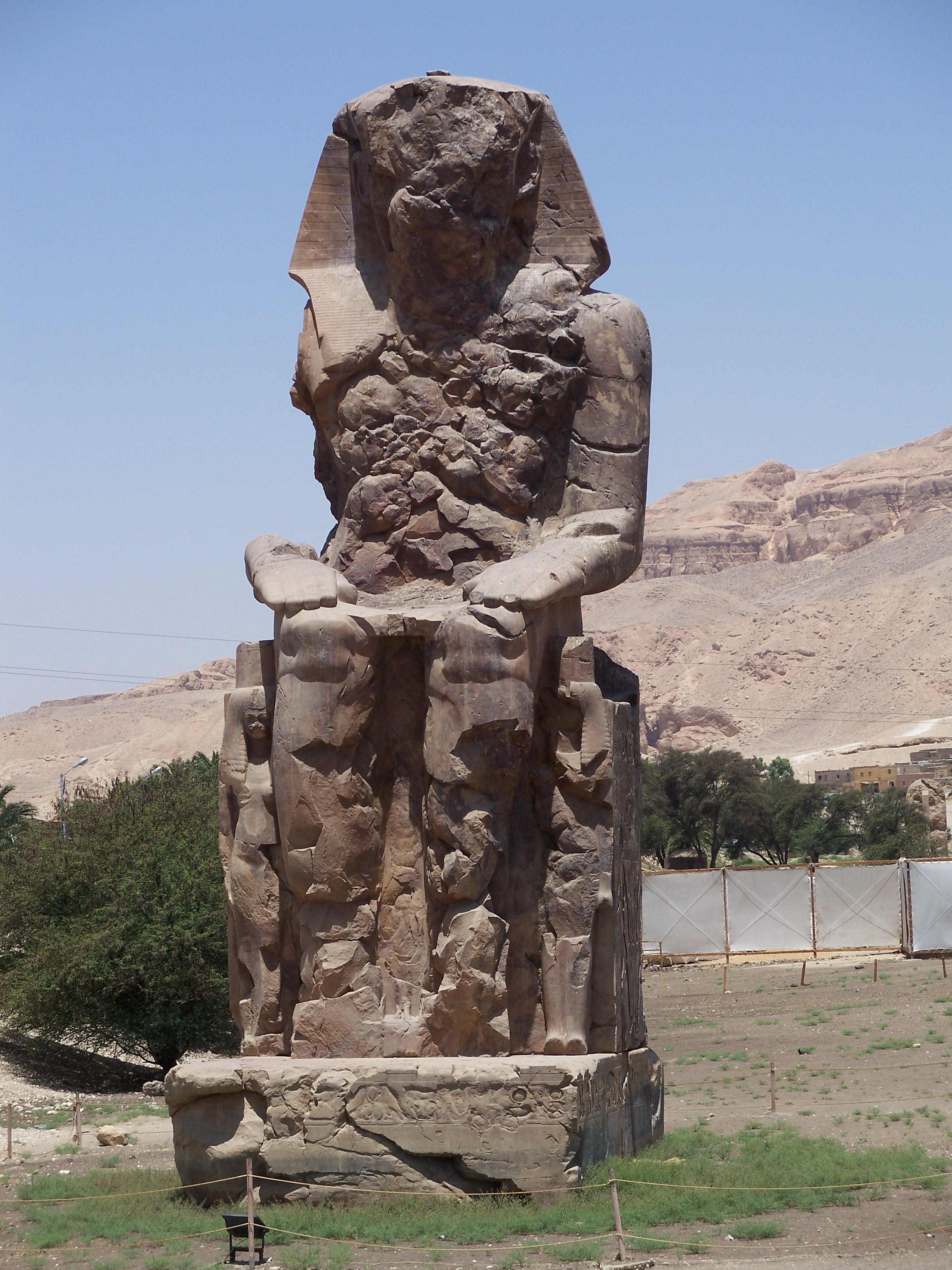
서쪽 거상 (남쪽)
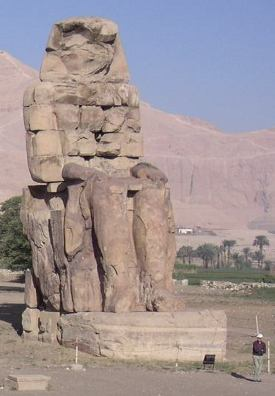
동쪽 거상 (북쪽)
파노라마 사진

### 과거 그림과 사진

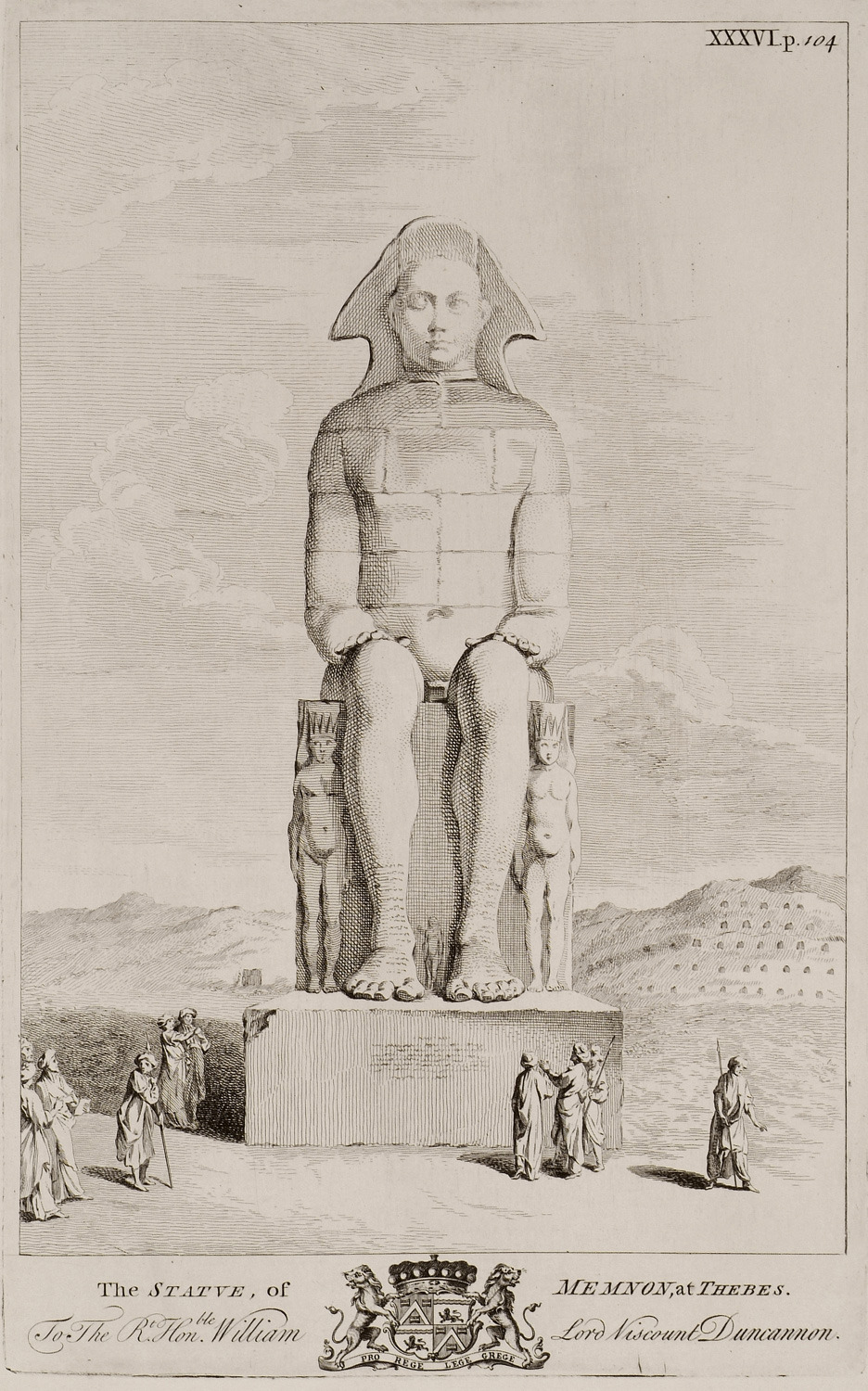
리처드 포코크의 삽화 (1743년)
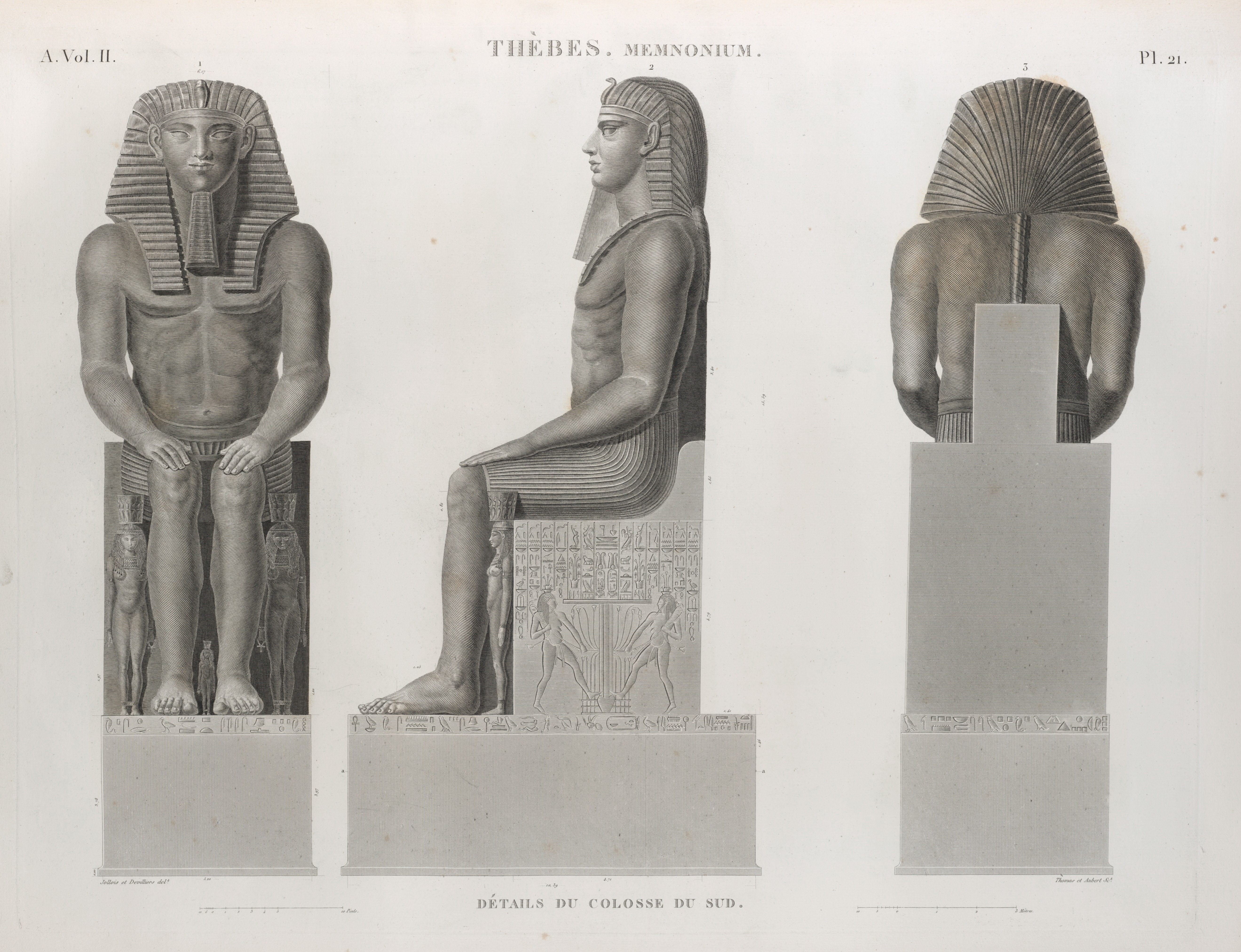
프랑스 이집트과학미술위원회에서 출간한〈이집트지〉 (Description de l'Égypte, 1800년경) 수록 삽화
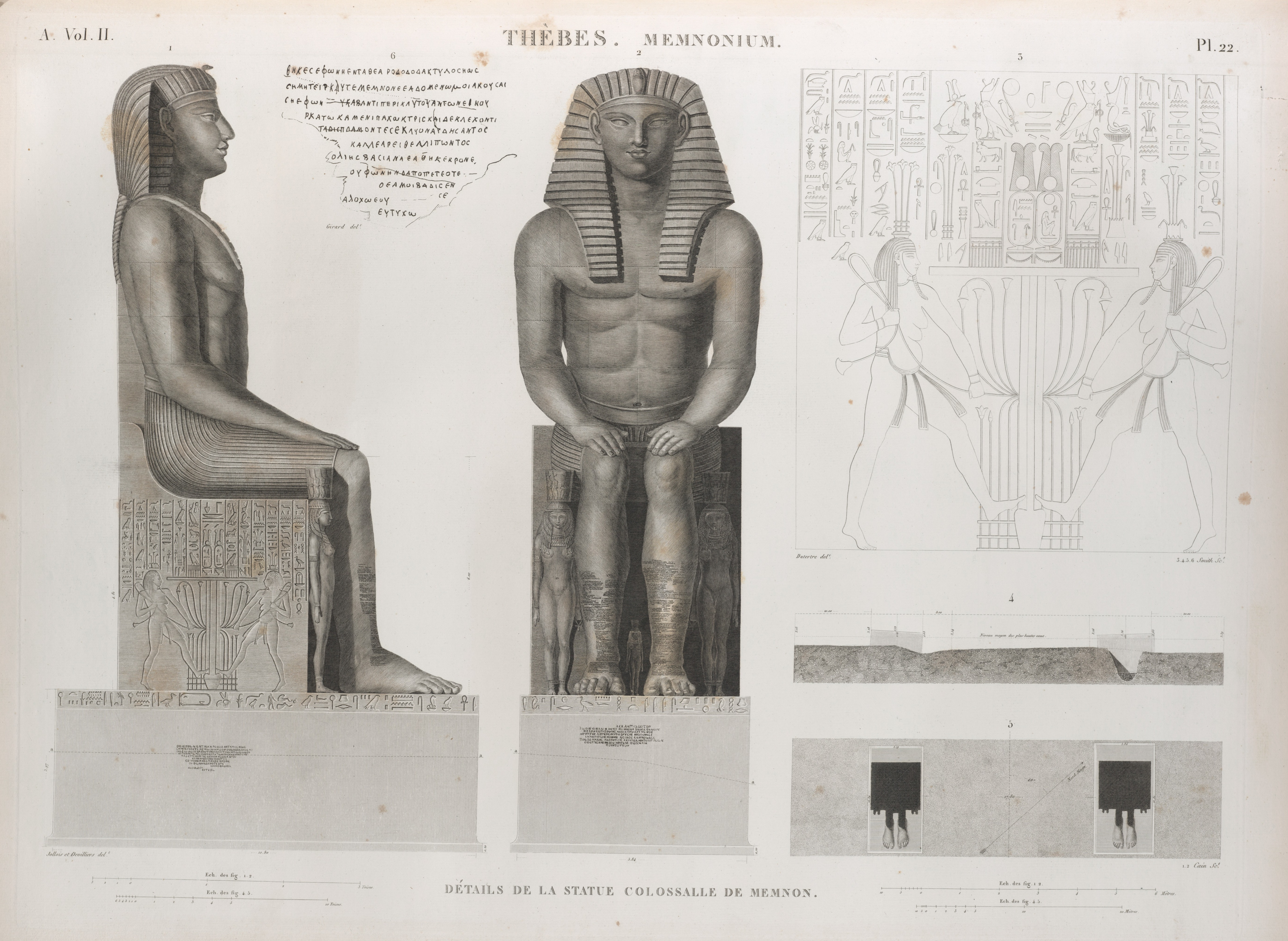
〈이집트지〉(1800년경) 수록 삽화
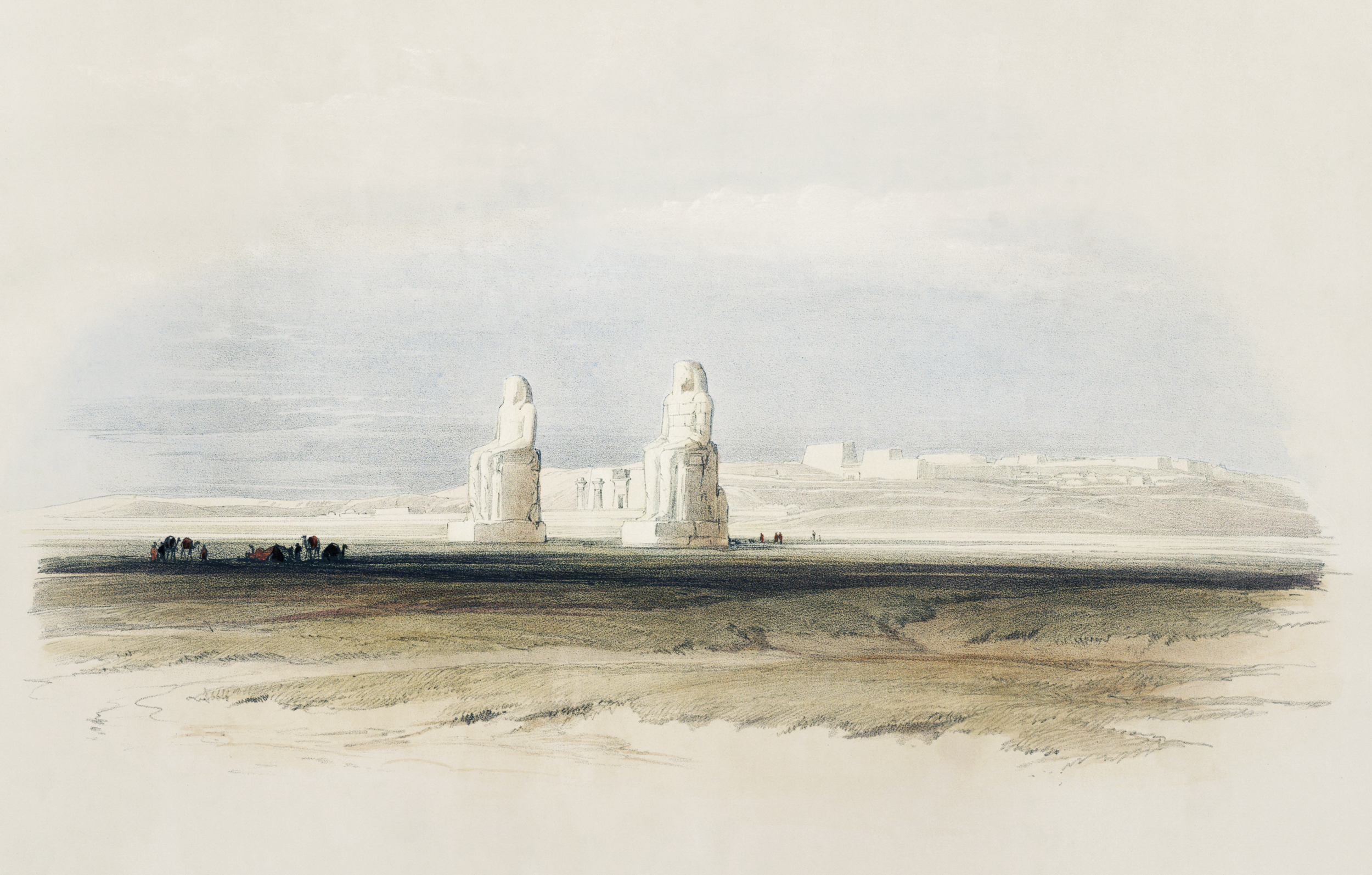
〈신성한 땅 시리아, 이두메아, 아라비아, 이집트, 누비아〉(1830년대) 수록 삽화
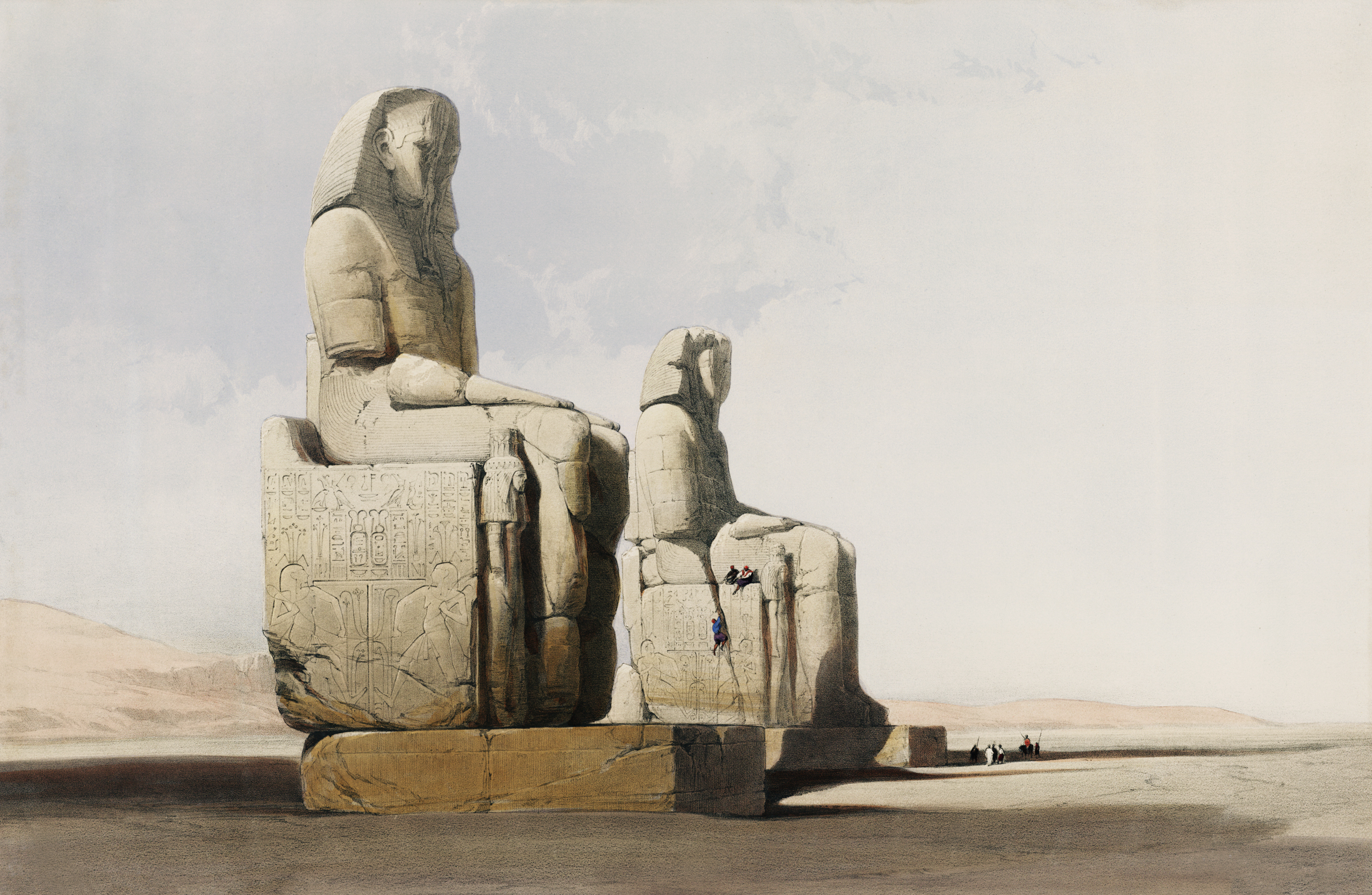
〈신성한 땅 시리아, 이두메아, 아라비아, 이집트, 누비아〉(1830년대) 수록 삽화
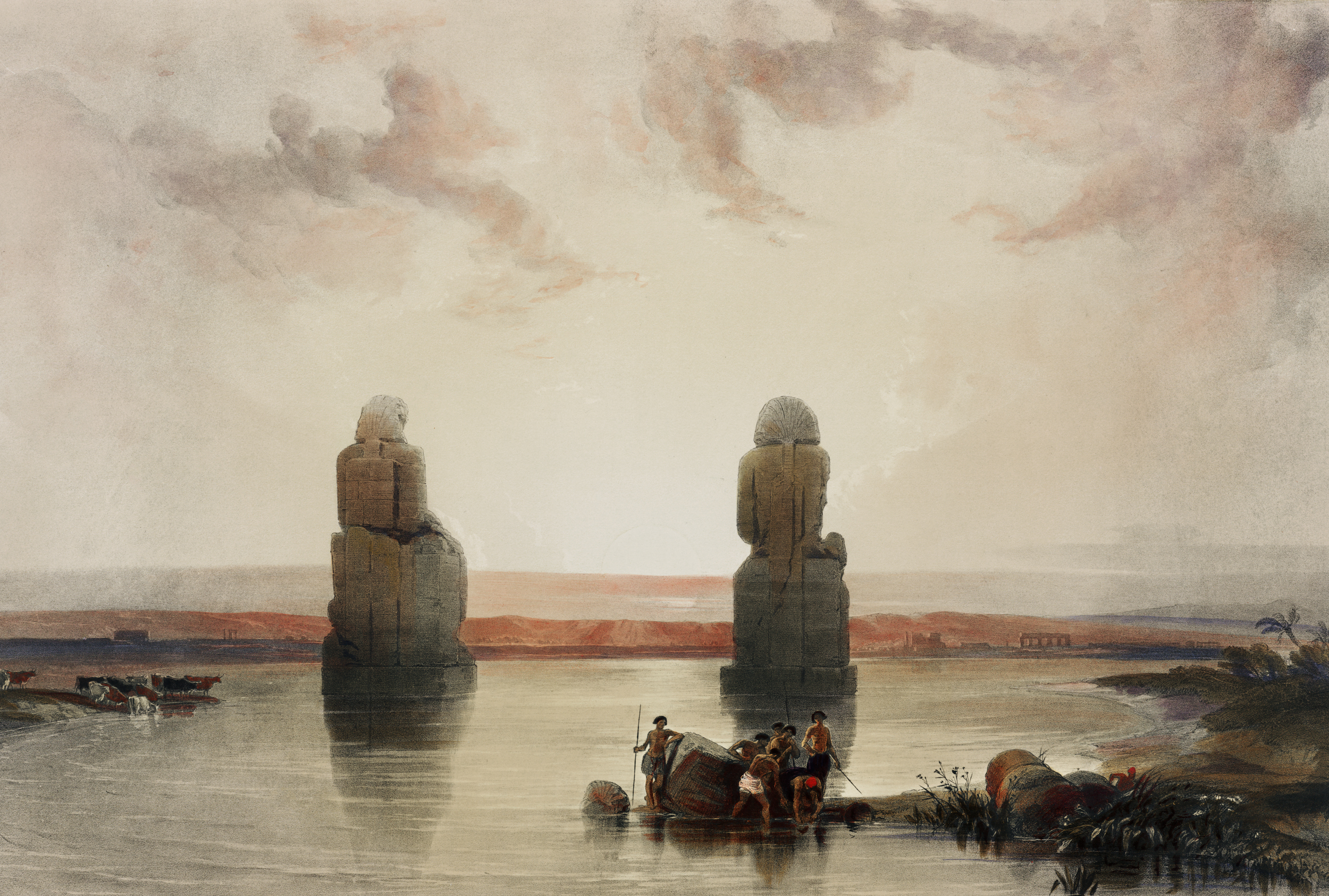
〈신성한 땅 시리아, 이두메아, 아라비아, 이집트, 누비아〉(1830년대) 수록 삽화
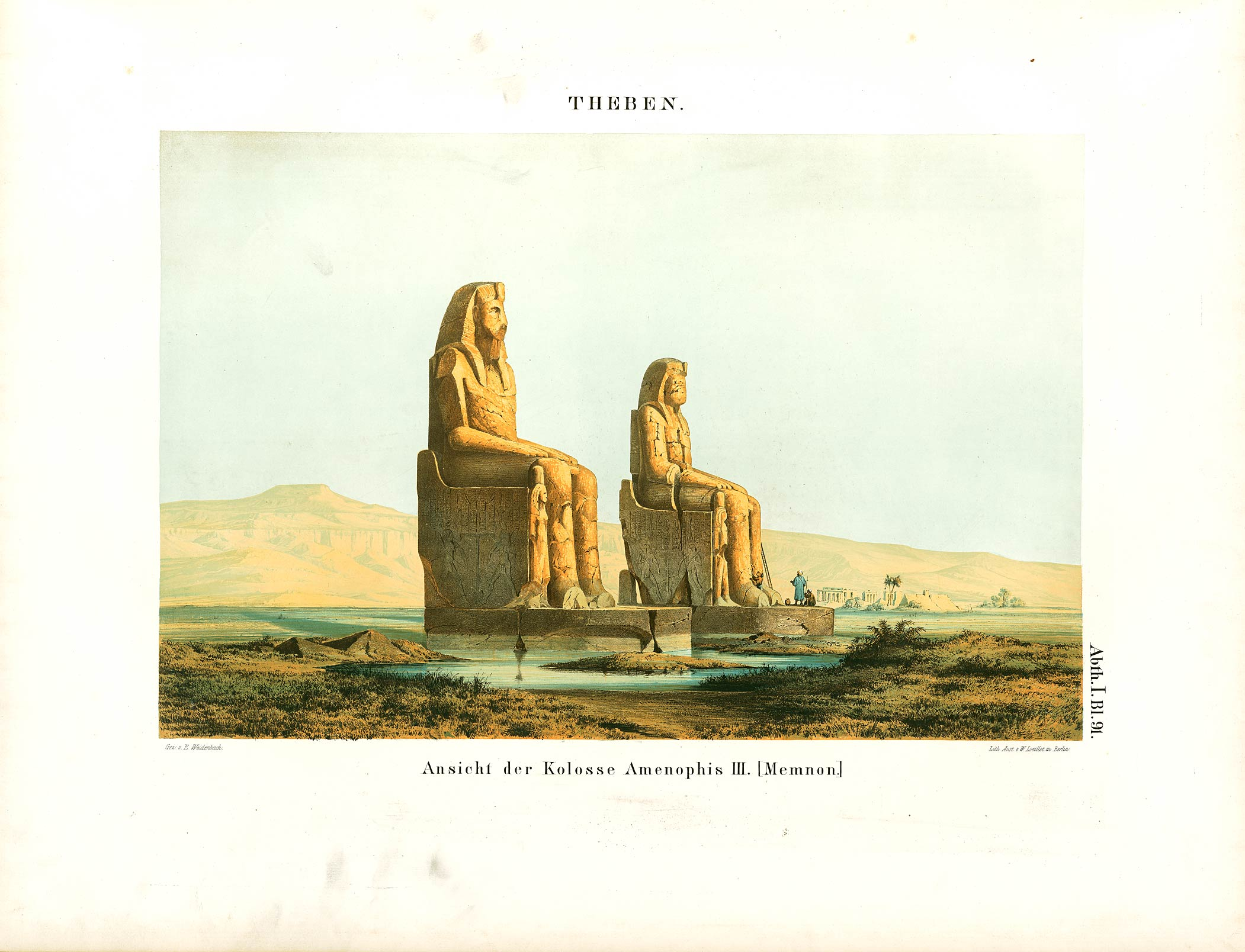
독일의 레프시우스가 출간한〈이집트와 에티오피아의 기념물〉(Denkmäler aus Ägypten und Äthiopien, 1850년대)의 삽화
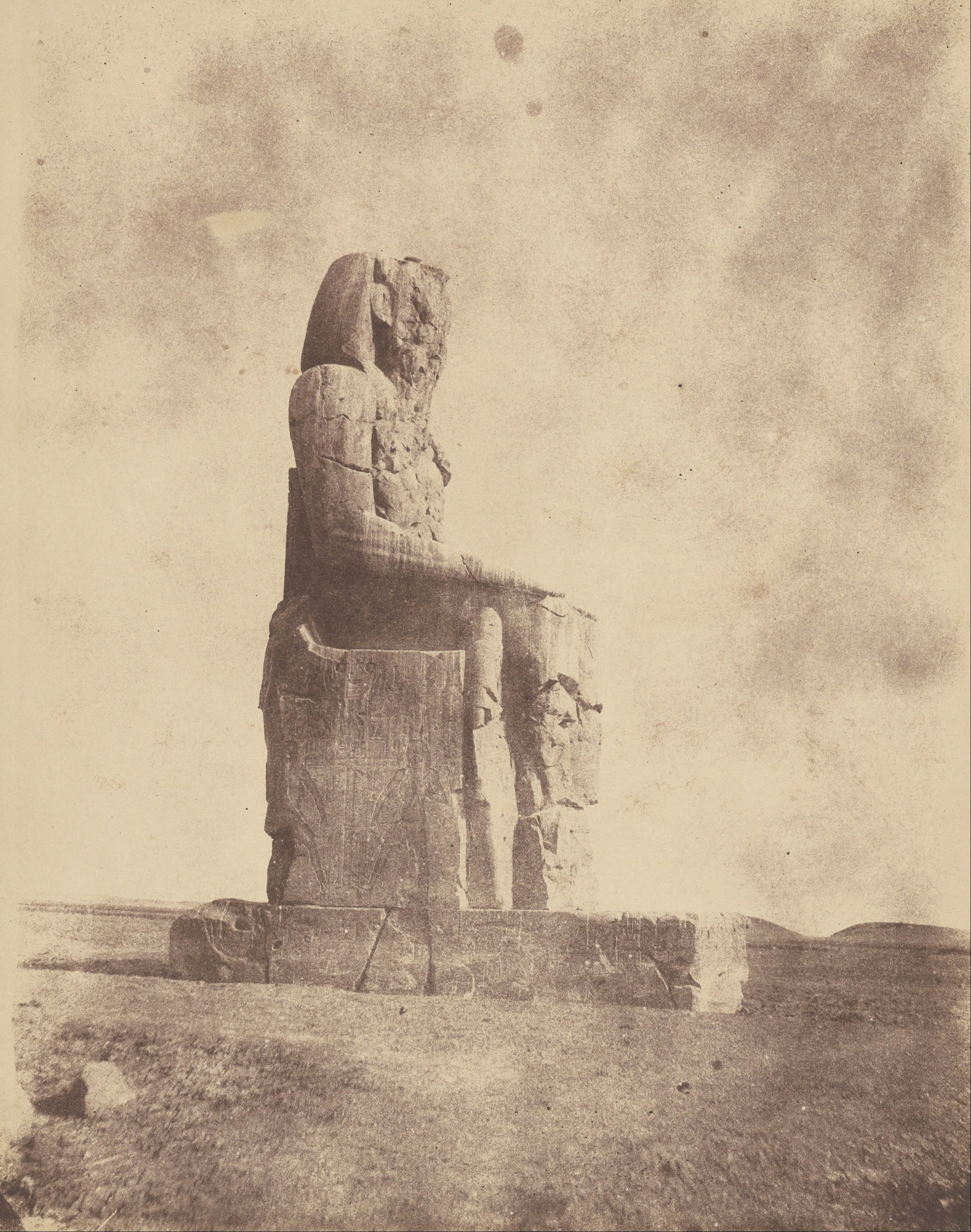
존 비즐리 그린이 처음으로 촬영한 거상의 사진 (1851년)
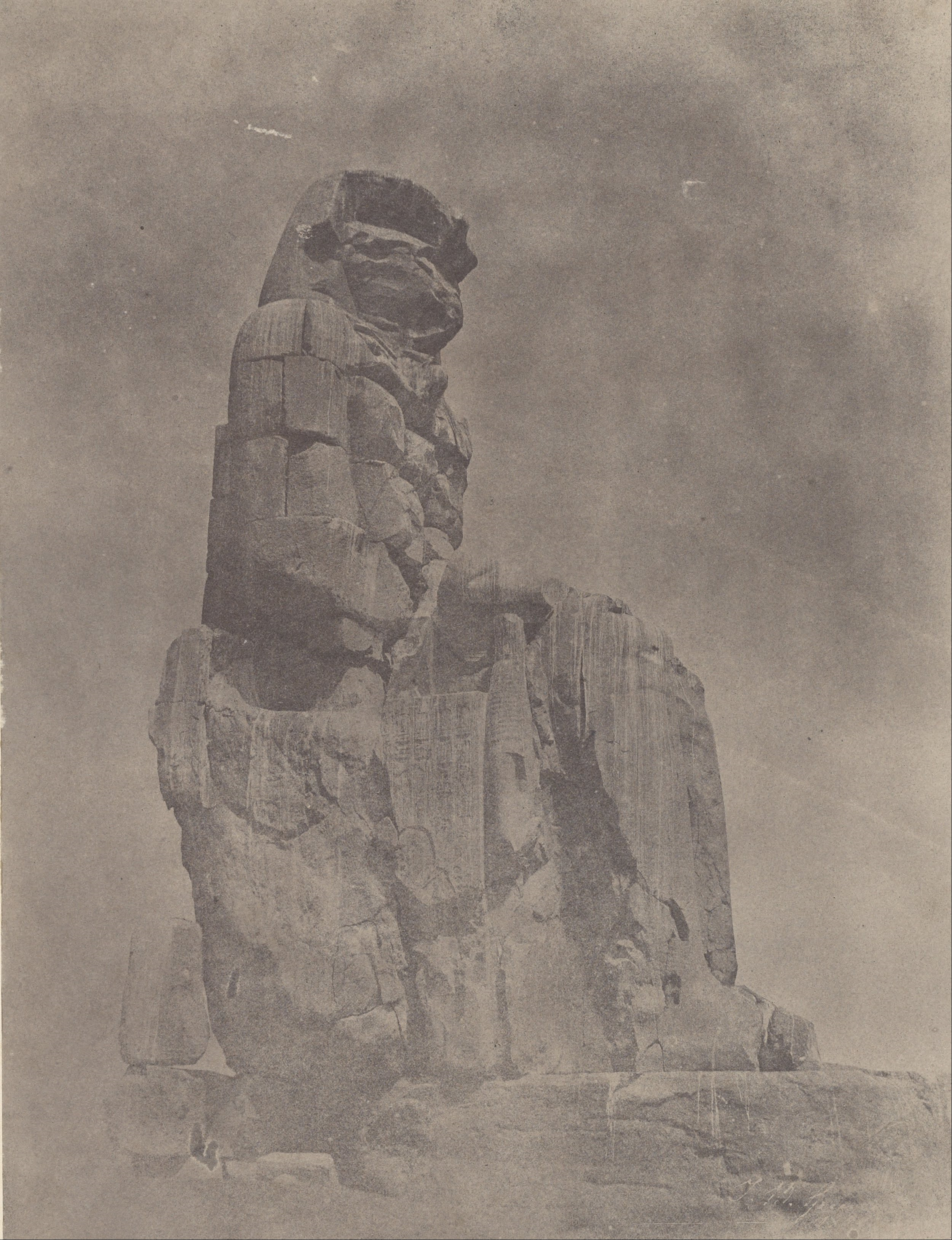
존 비즐리 그린이 처음으로 촬영한 거상의 사진 (1851년)
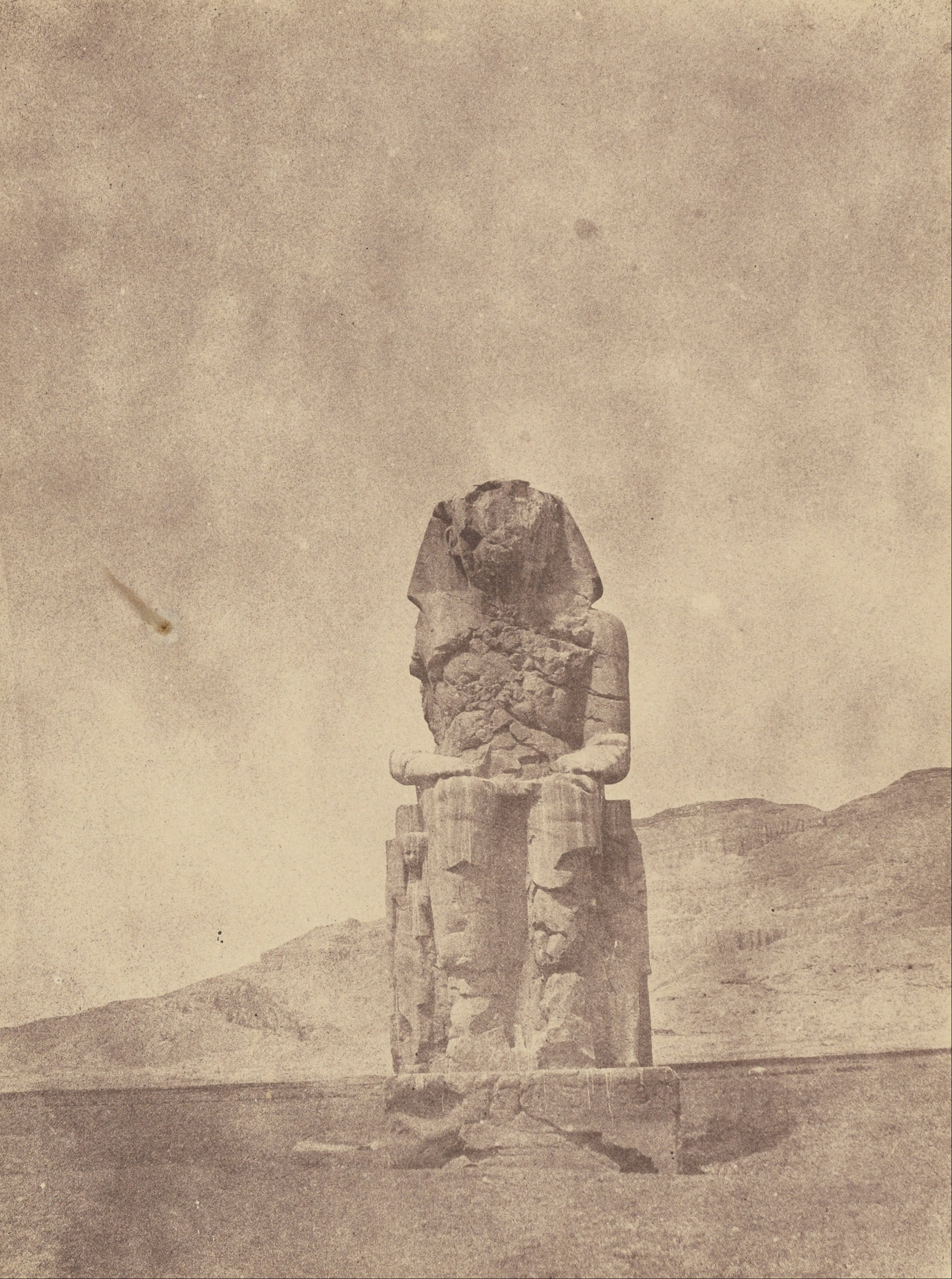
존 비즐리 그린이 처음으로 촬영한 거상의 사진 (1851년)

## 더 보기
- 아멘호테프 3세
- 아멘호테프 3세의 적색 화강암 거상 - 대영박물관 소장